# Rob Raco
Robert Joseph Raco est un acteur et mannequin canadien né le 26 novembre 1989. Il est connu pour son rôle de Joaquin DeSantos dans la série télévisée Riverdale (2017-2018). Il est également apparu dans les séries Supernatural (2017) et Lethal Weapon (2019), et la série de sketchs Netflix I Think You Should Leave with Tim Robinson (2019).

## Biographie
Raco naît le 26 novembre 1989 à Windsor (Ontario) de John Raco et Linda De Paoli. En 2005, il fonde avec son père la société Essex County Drums à Windsor.
Il commence sa carrière d'acteur en 2013 dans des courts métrages avant d'apparaître l'année suivante au cinéma dans Beyond the Lights et dans un épisode de la série télévisée My Crazy Love
Après avoir joué dans divers courts métrages et obtenu des petits rôles dans Ted 2 et un épisode de Supernatural, il est incarne Joaquin DeSantos dans la série télévisée Riverdale de 2017 à 2018.
En 2019, il apparaît dans le clip de la chanson Think About You des artistes Kygo et Valérie Broussard.

### Vie privée
De 2019 à 2020, il a été en couple avec l'actrice britannique Ella Purnell.

## Filmographie

### Cinéma
- 2014 : Beyond the Lights de Gina Prince-Bythewood : le régisseur
- 2015 : Ted 2 de Seth MacFarlane : un figurant

### Télévision
- 2014 : My Crazy Love : Ricky
- 2015 : Orange Is the New Black : un client du club
- 2017 : Supernatural : Clark Barker
- 2017 : Riverdale : Joaquin DeSantos
- 2019 : L'Arme fatale : Parker Adams

### Clips
- 2019 : Think About You de Valerie Broussard et Kygo
- 2023 : The Valley de Laura Marano